# Hans Arp

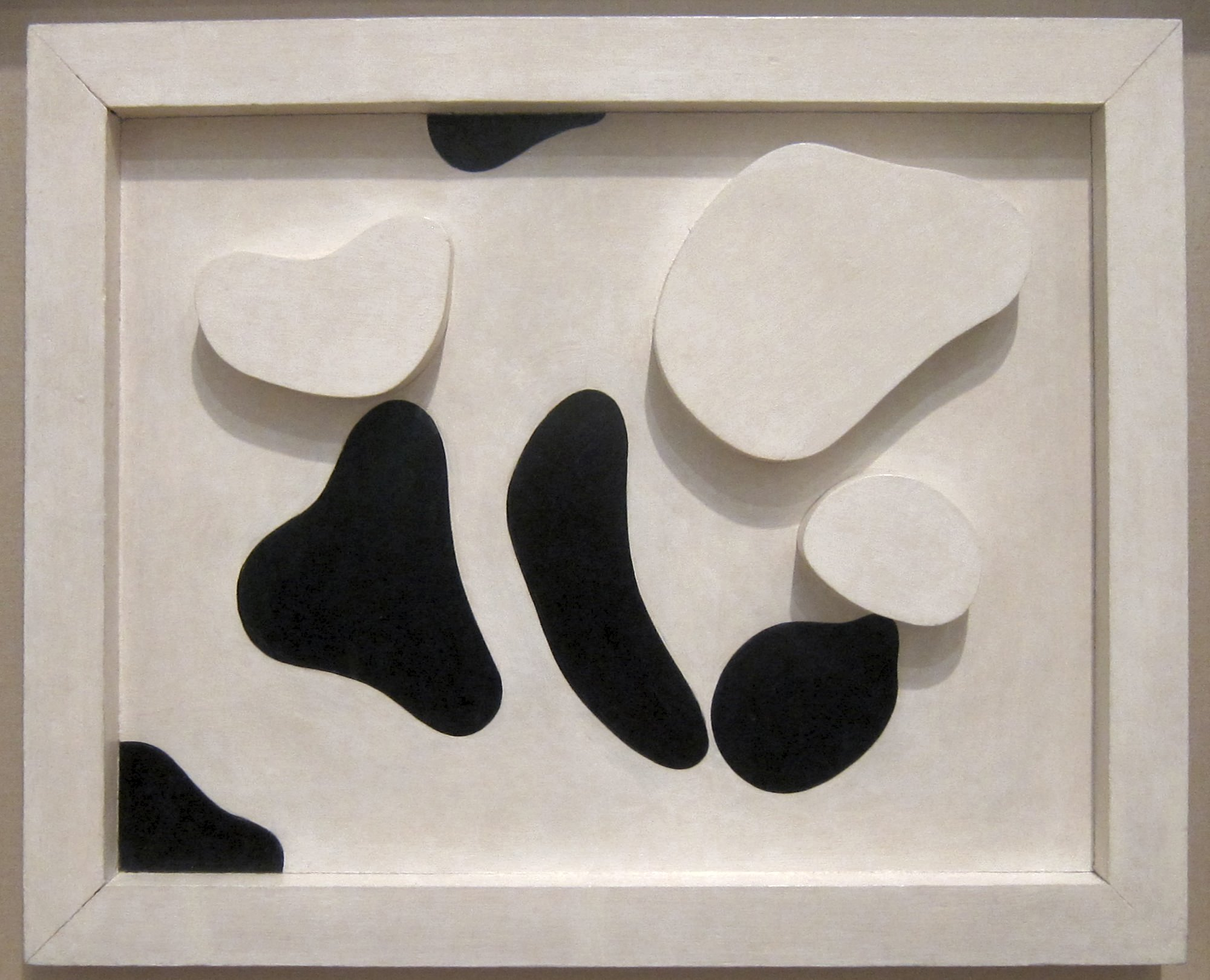
Praca artysty (c. 1930), zbiory Tate Modern

Hans (Jean) Arp (ur. 16 września 1887 w Strasburgu, zm. 7 czerwca 1966 w Bazylei) – francuski malarz, grafik, rzeźbiarz i poeta pochodzenia niemieckiego. Jego twórczość należy do nurtu abstrakcji organicznej – tworzył abstrakcyjne rzeźby o zaokrąglonych kształtach i wygładzonych powierzchniach. Przyczynił się do powstania dadaizmu. W latach 1926–1930 uczestniczył w grupie surrealistów.

## Życiorys

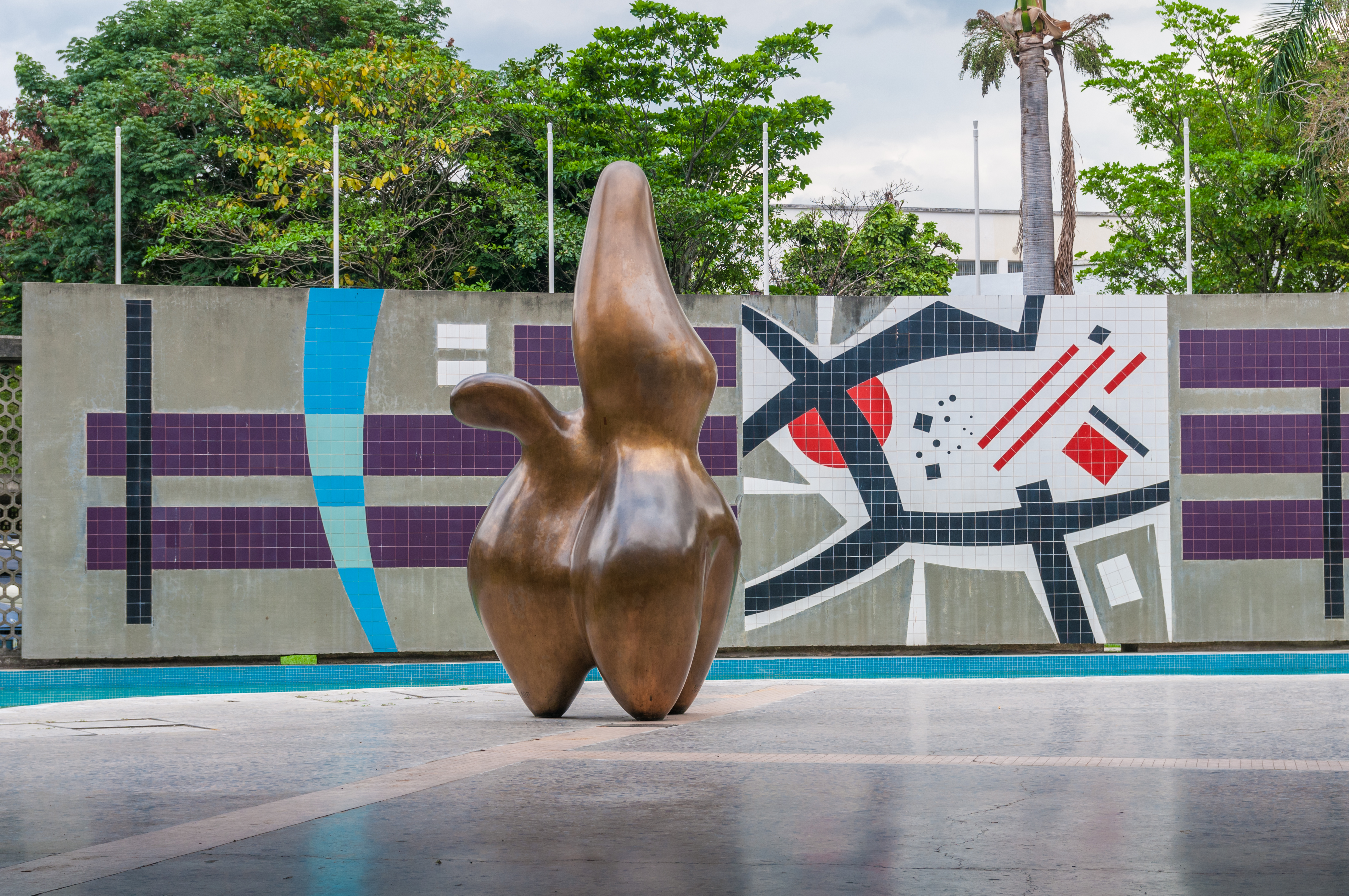
Rzeźba Pastor de Nubes (Pasterz obłoków), 1953, Ciudad Universitaria w Caracas

W 1904 w Paryżu po raz pierwszy opublikował swoje poezje. W latach 1905–1907 studiował w Weimarze, a w 1908 uczęszczał także do paryskiej Académie Julian. Rok później przeniósł się do Szwajcarii, gdzie w 1911 założył grupę artystyczną. Poznał Roberta Delaunay i Wasilija Kandinskijego, potem także, po powrocie do Paryża, Guillaume'a Apollinaire'a, Amedea Modiglianiego i Pabla Picassa. W 1915 – uciekając przed wydarzeniami I wojny światowej – zamieszkał w Zurychu, gdzie rok później Hugo Ball otworzył Cabaret Voltaire i rozkwitł ruch dadaizmu. Arp wówczas stworzył swoje pierwsze kompozycje abstrakcyjne. Współpracował z takimi czasopismami jak „Merz”, „Mécano”, „De Stijl” i „La Révolution surréaliste”. W 1925 w Galerie Pierre w Paryżu po raz pierwszy wystawiał razem z surrealistami. W 1931 stowarzyszył się z innymi abstrakcjonistami w grupę Abstraction-Création. W 1954 otrzymał nagrodę na Biennale w Wenecji. W Polsce jego prace można oglądać w łódzkim Muzeum Sztuki.

### Rodzina
Pierwszą żoną artysty była szwajcarska malarka i rzeźbiarka – Sophie Taeuber-Arp, która zmarła w 1943. Później jego długoletnią partnerką była Marguerite Hagenbach, którą poślubił w 1959.
Hans Arp był wujem austriackiego piosenkarza Udo Jürgensa.